# Ivan Voronajev
Ivan Jefimovič Voronajev (1885–1937) byl zakladatelem a vůdčí osobností letničních společenství Slovanů v USA a v SSSR (zejména na Ukrajině).
Roku 1930 byl uvězněn a poslán na Sibiř. Opětovně byl uvězněn roku 1936 a o rok později byl NKVD popraven.